# Liolaemus torresi
Liolaemus torresi — вид ігуаноподібних ящірок родини Liolaemidae. Ендемік Чилі.

## Поширення і екологія
Liolaemus torresi мешкають в провінції Токопілья в регіоні Антофагаста. Вони живуть в сухій пустелі, де рослинність відсутня. Зустрічаються на висоті від 790 до 2500 м над рівнем моря. Живляться комахами.

## Збереження
МСОП класифікує цей вид як такий, що перебуває під загрозою зникнення. Liolaemus torresi загрожує знищення природного середовища.